# K2-kultur in centrope
k2 kultur in centrope war eine österreichische Kultur-, Programm- und Veranstaltungszeitschrift, die 2002 begründet wurde und anfangs nur über den österreichischen Teil Centropes berichtete. Sie ging auf eine Initiative der Landeshauptleute Erwin Pröll (Niederösterreich) und Michael Häupl (Wien) zurück, die zunächst dem Kulturleben in Wien und Niederösterreich eine gemeinsame Medien-Plattform bieten sollte. Herausgeber war der gemeinnützige Verein zur Förderung der kulturellen Zusammenarbeit zwischen den Bundesländern Wien und Niederösterreich. Im Jahr 2004 haben die beiden Chefredakteure Christian Bauer (Niederösterreich) und Wolfgang Lamprecht (Wien) ihre Aufgaben von den beiden Gründungs-Chefredakteuren Thomas Gludowatz und Alfred Stalzer übernommen. Seit 2008 war das Magazin mit Unterstützung der Raiffeisenbank Wien-Niederösterreich für die gemeinsame Europa-Region Centrope zuständig.
- Themen: Bildende Kunst, Ausstellungen, Theater, Musik, Festivals, Konzerte, Tanz, Literatur, Film, Fotografie
- Erscheinungsweise: viermal jährlich, jeweils ein Monat vor Quartalsbeginn
- Auflage: 120.000 bis 150.000 Exemplare
- Vertrieb: kostenloses Abonnement, Auflage bei Kulturanbietern, Zeitungsbeilagen; nicht im Handel

k2 kultur in centrope ermöglichte regelmäßig eine Vorschau auf Produktionen der wichtigsten Kulturveranstalter in Wien, Niederösterreich, dem Burgenland und deren Nachbarländer Ungarn, Slowakei und Tschechien, soweit sie über den Begriff Centrope definiert sind.
Im Magazin fanden sich Vorankündigungen, Features und Interviews sowie viele Fotos und Bilder, jedoch keine Rezensionen oder Nachberichterstattungen. Ein freier Redaktionspool, der sich aus den besten Kulturjournalisten und Autoren (u. a. Franzobel, Georg Biron, Thomas Glavinic, Doris Knecht, Klaus Kamolz) des Landes rekrutierte, garantierte die journalistische Qualität.
Da das Magazin nur viermal jährlich erschien und die Fülle des Kulturangebots in Centrope in seiner Printausgabe nicht vollständig berücksichtigen konnte, wurden aktuelle Kulturereignisse vertiefend auf dem Internetportal www.kzwei.at abgehandelt. Blogs, Podcasts und Community-Building trugen hier zu einer lebendigen Kulturvermittlungsplattform bei.
Im Sommer 2013 wurde das Magazin k2 – Kultur in Centrope eingestellt. Der ehemalige Web-Auftritt wurde nun einer anderen Verwendung zugeführt.